# Pseudophilautus silus
Philautus silus es una especie de anfibio anuro de la familia Rhacophoridae que habita en Sri Lanka.
Esta especie se encuentra amenazada de extinción debido a la destrucción de su hábitat natural.